# 周柯宇
周柯宇（ジョウ・クーユー、英名：ダニエル・チョウ、2002年5月17日 - ）は、中華人民共和国の歌手。BEST（新悦少年）とINTO1のメンバー。

## 来歴
2019年に5人組ボーイズグループのBEST（新悦少年）のメンバーとしてデビュー。
2021年にテンセントビデオのアイドルオーディション番組『創造営2021』に参加し、最終順位10位となり、INTO1のメンバーに選抜された。